# Altijd Prijs
Altijd Prijs is een Vlaamse sitcom in regie van Douglas Boswell die in 2015 op VTM liep.
De serie is een adaptatie van het Oostenrijkse Die Lottosieger, van bedenker en scenarioschrijver Fritz Schindlecker, een reeks die werd uitgewerkt in drie seizoenen met in totaal 30 afleveringen die tussen 2009 en 2012 werden uitgezonden op de ORF. In Vlaanderen is slechts één reeks van 10 afleveringen gemaakt.

## Verhaal
Rudy Desmet woont samen met zijn echtgenote Sandra Deckers en hun zoon Jasper op een appartementje dat eigendom is van Rudy's moeder Reinhilde die ook in het appartement woont. Sandra's zus Evi, die een kapsalon uitbaat, woont in hetzelfde appartementsgebouw. Rudy werkt tegen zijn zin als bewakingsagent bij een kleine beveiligingsfirma en zoekt al lange tijd naar het systeem om met de ideale cijfercombinatie de lotto te winnen. Wanneer zoon Jasper het briefje met de nieuwste ideale cijfercombinatie kwijt is bij het indienen in de krantenwinkel en speelt met een "Quick Pick" willekeurige cijfercombinatie, wint de familie Desmet de hoofdprijs en wordt zes miljoen euro rijker. Op het hoofdkwartier van de Nationale Loterij van België wordt hun als ondersteuning een psycholoog toegewezen die hen als gloednieuwe miljonairs zal begeleiden. Psycholoog Carl Kaspers die sessies aan huis komt geven wordt al gauw een onmisbare steunpilaar die hen adviseert in wat ze best wel en niet doen in hun nieuwe situatie. Maar het is moeilijk hun lottowinst te verzwijgen, de regelmatige aanwezigheid van Carl bij hen thuis uit te leggen, en de financieringsbron van allerhande uitgaven geheim te blijven houden.

## Rolverdeling

### Hoofdrollen
| Acteur           | Personage      |
| ---------------- | -------------- |
| Steve Geerts     | Rudy Desmet    |
| Ini Massez       | Sandra Deckers |
| Nicky Langley    | Reinhilde      |
| Pepijn Caudron   | Carl Kaspers   |
| Rilke Eyckermans | Evi Deckers    |
| Nathan Naenen    | Jasper Desmet  |

### Bijrollen
| Acteur                | Personage        | Aantal episodes |
| --------------------- | ---------------- | --------------- |
| Gert Jochems          | Dieter De Keyser | 10              |
| Kristof Verhassel     | Hans Segers      | 7               |
| Mungu Cornelis        | Bogdan Adamic    | 7               |
| Jakob Beks            | Provoost         | 5               |
| Vanessa Van Strijthem | Babs Elbers      | 4               |
| Laura Tesoro          | Julie Aerts      | 3               |